# ホットビール
ホットビール（英語: hot beer）は、ビールにスパイス、ドライフルーツ、砂糖など入れ、摂氏50度から70度程度に加熱して飲む方法、またはその飲料の名称。
ドイツやベルギーなどで寒い冬に身体を温めるために飲まれてきた。
日本においては、日本酒の燗のようにアルコール飲料を加熱して飲む文化もあるが、温めて飲むビールは大きく商品展開されていない。